# Älgarås
Älgarås es una localidad situada en el municipio de Töreboda, provincia de Västra Götaland (Suecia), que contaba con 408 habitantes en 2005. La batalla de Älgarås, entre la Casa de Sverker y la Casa de Erico, tuvo lugar aquí en 1205, asegurando la corona para Sverker II Karlsson durante unos años más, hasta la batalla de Lena de 1208.